# Kris Bosmans
Kris Bosmans (15 april 1980) is een Belgisch wielrenner met een beperking.
De Overijsenaar werd op 18-jarige getroffen door een CVA. Hij was volledig verlamd aan de linkerzijde van zijn lichaam en kon op dat moment ook niet meer spreken. Na een jaar revalidatie was hij gedeeltelijk hersteld. 
Hij heeft nog spasticiteit aan de linkerhelft van zijn lichaam en minder coördinatie en kracht.  
Zijn eerste Belgische Kampioenstitel dateert van 25 juli 2010 waar hij in Overpelt als eerste over de streep kwam. In 2011 verlengde hij op 24 juli zijn Belgische Kampioenstitel in Houthalen. In 2012 werd hij op 8 juli Belgisch Kampioen op de weg in Oevel en op 4 augustus Belgisch kampioen tijdrijden in Zolder.
In totaal verwierf hij al 8 Belgische titels op de weg en 8 in het tijdrijden, waar hij 2 jaar verloren zag gaan door een zware val in 2019 in 't Kuipke van Gent, waar hij na mechanische pech zijn crank verloor tijdens de teamsprint. 
Hij kon zijn fiets niet meer besturen en knalde zwaar tegen de metalen railing bovenaan de piste. Hij had een open beenbreuk en een maandenlange revalidatie voor de boeg.   
Hij op 10 september in het Deense Roskilde voor een eerste keer wereldkampioen op de weg. Dit herhaalde hij vlotjes in Maniago - Italië.
Op de Paralympische Zomerspelen 2012 in Londen werd Kris Bosmans veertiende in de kilometer tijdrijden, hij kon zich niet plaatsen voor de finale in de individuele achtervolging op de baan en werd op 6 september 2012 vijfde op de wielerwegrit categorie C1-2-3.
Op de Paralympische Zomerspelen 2016 in Rio werd Kris Bosmans tweede, waardoor hij de zilveren medaille in de wacht kon slepen. 